# بومبيلي (فوهة)
بومبيلي (بالإنجليزية: Bombelli)‏ هي فوهة قمرية صدمية صغيرة تقع شمال شاطئ النجاح (بالإنجليزية: Sinus Successus)‏. سميت سابقًا أبوللونيوس تي (بالإنجليزية: Apollonius T)‏ قبل إعادة تسميتها بواسطة الاتحاد الفلكي الدولي. تقع فوهة أبوللونيوس جنوب-جنوب شرقها.
تعد الفوهة دائرية تقريبًا، مع بروز خارجي طفيف باتجاخ الجنوب-الجنوب الشرقي. كما أن هناك أرضية داخلية صغيرة في منتصف الجدران الداخلية المائلة، والتي تمثل حوالي ربع قطر الفوهة.